# Cosplay Cops
Cosplay Cops (コスプレ刑事, Cosplay Keiji) est un shōjo manga de Nao Doumoto. Il est prépublié entre février 2009 et février 2011 dans le magazine Cheese! et compilé en un total de six tomes par l'éditeur Shogakukan. La version française a été publiée en intégralité par Kazé.

## Histoire

### Résumé
Cosplay Cops est l'histoire d'une jeune fille qui cherche sa place et à s'affermir dans notre monde sous fond d'intrigues policières.
Rikka Azuma, l'héroïne de cette histoire a intégré la police à la sortie du lycée. Passionnée par la justice, elle n'a pas peur de mouiller sa chemise. Elle se met donc en première ligne en usant de ses charmes et en se déguisant. Même si elle se met dans des situations périlleuses, elle peut compter sur le soutien de ses coéquipiers des affaires criminelles. Avec le temps, ces coéquipiers s'avéreront être plus que de simples collègues de travail.

### Les affaires
- Première affaire : Rikka Azuma poursuit Sawaki responsable de plusieurs viols sur des lycéennes une fois intimidées dans le train. Rikka Azuma se met alors en première ligne pour servir d’appât, ce qui va s'avérer fructueux.
- Deuxième affaire : Rikka Azuma souhaite aider une de ses amies du lycée à sortir du milieu d'escort-girl où elle a été contrainte de rentrer. Cette fois Rikka s'infiltre dans le club en devenant elle-même escort-girl.
- Troisième affaire : Un ancien camarade de lycée demande à Rikka Azuma de l'aider dans une histoire de violence physique où il serait impliqué. Rikka ne sait pas qui est la victime entre son ami ou la jeune fille.
- Entre deux missions "Light my Fire"
- Quatrième affaire : alors que Rikka et deux de ses amies sont à la laverie, une jeune fille leur vole leur lingerie.

## Personnages
- Rikka Azuma : jeune fille de 19 ans, l'héroïne. Elle vient de sortir du lycée et est engagée à la circulation. Même si son surnom est garçon manqué, elle possède un corps de rêve qui attire de nombreux garçons. Elle est encore très naïve, que ce soit pour comprendre les garçons ou pour son sens de la justice passionné.
- Eiji Itsuki : joli garçon, il est rattaché aux affaires criminelles. Il est diplômé de l'université de Tokyo. Il réalise son travail rigoureusement et il présente un caractère froid malgré son intérêt pour son équipe et ses victimes. Il n'est jamais loin de Rikka pour la sortir des mauvaises situations où elle se met.
- Daisuke Takaya : joli garçon également, il séduit les hommes et les filles par son charisme et sa gentillesse. C'est l'associé de Eiji Itsuki aux affaires criminelles, il est passionné par son métier.
- Yuki Konishi : fils de yakuza, c'est le meilleur ami de lycée de Daisuke Takaya avec qui il jouait au base-ball. Il est en rivalité avec lui pour conquérir le cœur de Rikka Azuma.
- Ai Morimiya : jeune fille de 23 ans, elle est la supérieure de Rikka, elle est responsable de sa formation. Fille de bonne famille, elle est diplômée de l'université de Tokyo.
- Tamiko Fuji : elle travaille aux affaires administratives et partage la chambre de Rikka Azuma à la pension. Comme elle est plus dégourdie que cette dernière, elle lui donne des conseils dans ses histoires d'amour.

## Liste des volumes
| no | Japonais         | Japonais          | Français        | Français          |
| no | Date de sortie   | ISBN              | Date de sortie  | ISBN              |
| -- | ---------------- | ----------------- | --------------- | ----------------- |
| 1  | 24 juillet 2009  | 978-4-09-132649-2 | 13 janvier 2011 | 978-2-82030-014-0 |
| 2  | 26 novembre 2009 | 978-4-09-132720-8 | 28 avril 2011   | 978-2-82030-079-9 |
| 3  | 26 mars 2010     | 978-4-09-133065-9 | 7 juillet 2011  | 978-2-82030-152-9 |
| 4  | 26 juillet 2010  | 978-4-09-133355-1 | 27 octobre 2011 | 978-2-82030-225-0 |
| 5  | 26 novembre 2010 | 978-4-09-133548-7 | 8 décembre 2011 | 978-2-82030-256-4 |
| 6  | 26 avril 2011    | 978-4-09-133857-0 | 11 avril 2012   | 978-2-82030-308-0 |